# Adelardo di Bath
Adelardo di Bath (in latino Adelardus Bathensis; Bath, 1080 – Bath, 1152) è stato un filosofo, matematico e astrologo britannico.
È conosciuto per le sue traduzioni dall'arabo al latino di varie opere riguardanti astrologia, astronomia, filosofia e matematica, di cui anch'egli scrisse opere originali. Grazie alla sua opera, alcune opere degli antichi scienziati greci sono state reintrodotte in Occidente attraverso la loro traduzione dall'arabo.

## Biografia
Adelardo nacque intorno al 1080 a Bath. Inizialmente, studiò al monastero benedettino, dove divenne monaco dell'Ordine di San Benedetto, poi, dal 1100 andò in Francia, a Tours, dove si applicò nelle arti del trivio e del quadrivio. Compì molti viaggi, tra cui Salerno, Siracusa, Grecia, Toledo e Antiochia. Nel 1106 tornò a Bath, ma già l'anno dopo era a Laon, dove insegnò. Dal 1122 si stabilì definitivamente nella città natale. Morì circa nel 1152.

## Opere originali
Le sue opere originali più importanti sono Quaestiones Naturales (Questioni naturali), De Eodem et Diverso (L'uguale e il differente), e De avibus tractatus (Trattato sugli uccelli, altrove citato come De cura accipitrum o De curis accipitrum), conversazioni indirizzate al nipote sotto forma di dialogo o di corrispondenza.

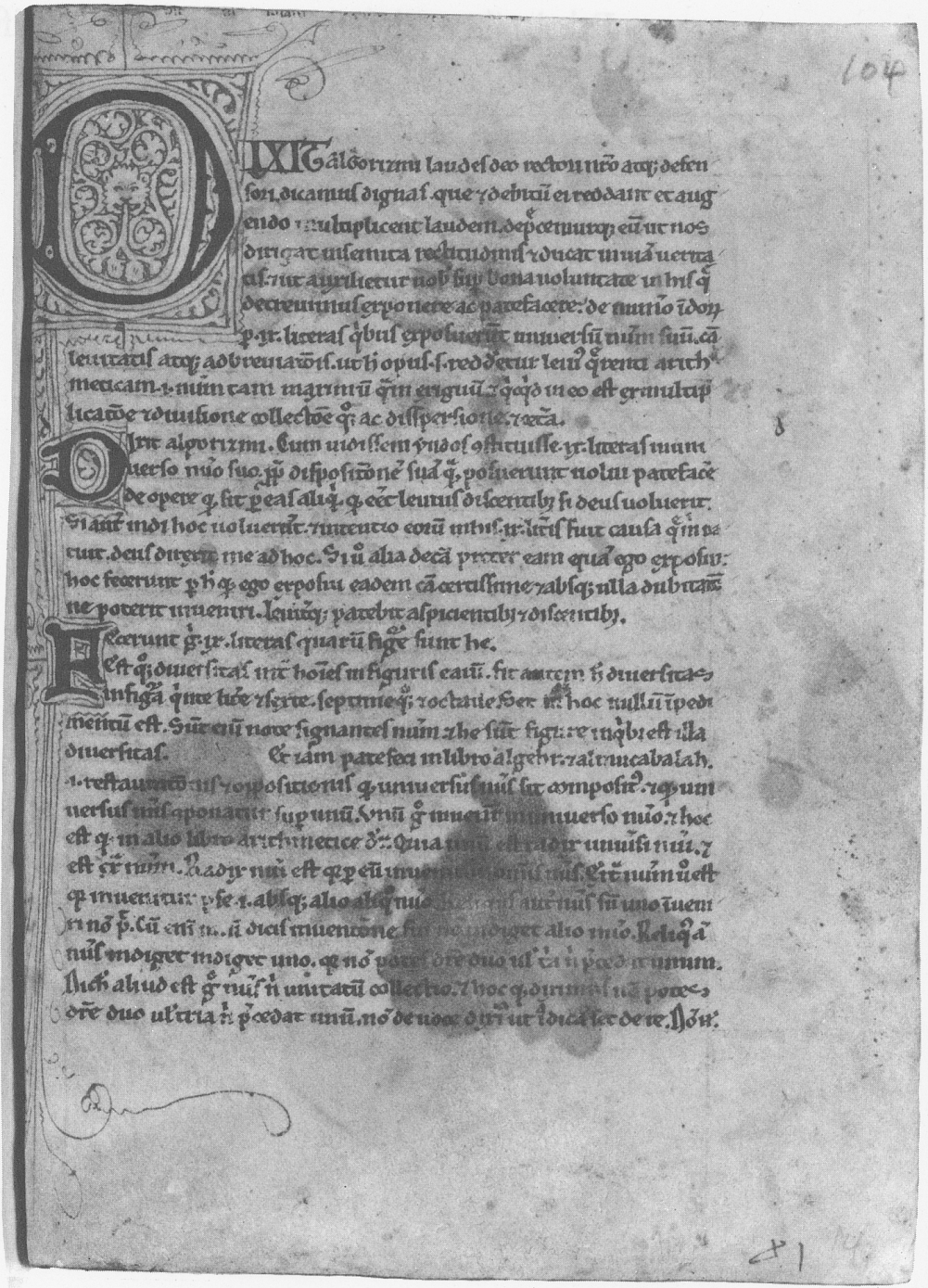
Pagina di un manoscritto di Muḥammad ibn Mūsā al-Khwārizmī, tradotto in latino da Adelardo.

Le Quaestiones Naturales sono una risposta alle domande del nipote su cosa Adelardo avesse imparato dai suoi studi sugli arabi, mentre le altre due opere sono sugli studi su greci e inglesi. In queste opere Adelardo spiega anche le sue teorie originali, a proposito della forma della Terra (che egli sosteneva essere sferica) e di come essa potesse rimanere ferma nello spazio, oppure su quanto una roccia debba cadere prima di fermarsi se un lunghissimo buco fosse scavato sulla crosta terrestre: oggi si parla del baricentro del pianeta.
Teorizzò anche che la materia non può essere distrutta: la teoria è stata sviluppata in seguito con la legge della conservazione della massa. Si occupò anche di pressione atmosferica e del vuoto. Molte delle domande che si pose riflettevano la cultura popolare del suo tempo.
Tra le altre opere, scrisse un breve trattato sull'abaco (Regulae abaci), uno sull'astrolabio e gli è anche attribuito un manuale di chiromanzia, il Chiromantia parva.

## Traduzioni
Tradusse le tavole astronomiche di al-Khwārizmī e l'Introduzione all'Astrologia di Abū Ma'shar. Una delle sue opere più conosciute è gli Elementi di Euclide, dall'arabo al latino, che divenne il testo più autorevole nelle scuole di matematica europee. La traduzione di Giovanni Campano (del XIII secolo, pubblicata a stampa nel 1482) è debitrice di quella di Adelardo.